# Oberlauterbach
Oberlauterbach (en alsacià Owerlauterbàch) és un municipi francès, situat a la regió del Gran Est, al departament del Baix Rin. L'any 1999 tenia 459 habitants. Limita amb Salmbach al nord, Niederlauterbach i Neewiller-près-Lauterbourg al nord-est, Wintzenbach al sud-est, Eberbach-Seltz al sud, Crœttwiller i Kaidenbourg al sud-oest i Siegen al nord-oest.
Forma part del cantó de Wissembourg, del districte de Haguenau-Wissembourg i de la Comunitat de comunes de la Plana del Rin

## Demografia
| 1962 | 1968 | 1975 | 1982 | 1990 | 1999 |
| ---- | ---- | ---- | ---- | ---- | ---- |
| 341  | 350  | 340  | 343  | 396  | 459  |

## Administració
| Període | Identitat      | Partit |
| ------- | -------------- | ------ |
| 2001-   | Lucien Berling |        |